# Веселі чоловічки
«Веселі чоловічки» — група казкових персонажів («Клуб Веселі чоловічки», «Клуб Веселих чоловічків»), які стали постійними героями оповідань і коміксів у радянському журналі «Веселі картинки» (рос. Весёлые картинки, з 1956), а також дитячих книг і мультфільмів.

## Склад та історія групи
До «Клубу Веселих чоловічків» входять вісім персонажів, більшість з яких було відомо задовго до створення журналу:
- Олівець (рос. Карандаш) — художник із повісті Юрія Дружкова (Юрій Михайлович Постников) «Пригоди Олівця та Саморобкіна» (рос. Приключения Карандаша и Самоделкина), лідер усієї групи, голова «Клубу Веселих чоловічків»;

- Саморобкін (рос. Самоделкин) — робот з повісті Ю. Дружкова «Пригоди Олівця і Саморобкіна», майстер на всі руки;
- Буратіно — персонаж казки «Золотий ключик» Олексія Толстого, заснованій на казці Карло Коллоді «Пригоди Піноккіо» (італ. Le avventure di Pinocchio);
- Цибуліно — персонаж казки «Пригоди Цибуліно» Джанні Родарі;
- Петрушка — персонаж лялькового театру;
- Гурвінек (чеськ. Hurvínek) — персонаж чехословацького театру ляльок, створений у 1920-ті роки Йосефом Скупою, у 1950-ті роки став популярним в СРСР як герой мультфільмів;
- Незнайко — персонаж казок Миколи Носова;
- Дюймовочка (дан. Tommelise) — персонаж однойменної казки Г. К. Андерсена (вона з'являється не в усіх творах про «Клуб Веселих чоловічків», а іноді замість неї фігурує Синьоока із Зеленого міста, яка з'являється у «Пригодах Незнайки і його товаришів»).

Олівець і Саморобкін були придумані дитячим письменником Юрієм Дружковим, а намалював їх художник і засновник журналу «Веселі картинки» Іван Семенов.

## Твори про Веселих чоловічків
Існує ряд мультфільмів, в яких діють члени «Клубу Веселих чоловічків» — два фільми Петра Носова із серії «Веселі чоловічки», цикл фільмів Вахтанга Бахтадзе про Саморобкіна і новий мультфільм 1996 року в стилі «ретро»:
- «Пригоди Саморобкіна» (1957);

- «Рівно о третій п'ятнадцять…» (1959);
- «Саморобкін-спортсмен» (1962);
- «Де його бачив?» (1965);
- «Саморобкін у космосі» (1971);
- «Саморобкін під водою» (1977);
- «Саморобкін на виставці» (1980);
- «Подарунок Саморобкіна» (1983);
- «Веселі картинки. Фантазія в стилі ретро» (1996).

Про Олівця та Саморобкіна Юрій Дружков написав дві книги — «Пригоди Олівця та Саморобкіна» (1964) та «Чарівна школа Олівця та Саморобкіна» (1984). Згодом його син Валентин Постніков написав продовження «Нові пригоди Олівця та Саморобкіна», а також книги:
- «Олівець і Саморобкін на острові гігантських комах»;

- «Олівець і Саморобкін на острові надзвичайних пригод»;
- «Олівець і Саморобкін на Острові Скарбів»;
- «Олівець і Саморобкін у країні людожерів»;
- «Олівець і Саморобкін в Антарктиді»;
- «Олівець і Саморобкін на Марсі»;
- «Пригоди Олівця та Саморобкіна на „Дриндольоті“».